# Gigantophis garstini
Gigantophis garstini ("sepente gigante de Garstin") é uma espécie de serpente pré-histórica que viveu há cerca de 40 milhões de anos no norte do atual Saara, onde agora ficam Egito e Argélia. Antes da descoberta da Titanoboa cerrejonensis em 2009, a Gigantophis era considerada a maior espécie de serpente já descoberta, com aproximadamente 10 metros de comprimento.
Era a única espécie do género Gigantophis, da família Madtsoiidae, de serpentes extintas. A espécie é conhecida por alguns poucos ossos, em sua maioria vértebras.

## Tamanho
Jason Head, da Smithsonian Institution em Washington, DC tem comparado às vértebras de fósseis de Gigantophis com aquelas das cobras atuais, concluindo que este poderia crescer até entre 9,3 metros a 10,7 metros de comprimento. Se tiver mesmo sido assim, seria até 10% mais longa do que as maiores espécies atuais.
Apesar de seu tamanho, ainda não se sabe qual o seu habitat, se marítimo ou terrestre. No entanto, tem sido sugerido que, como a sucuri, a Gigantophis teria sido uma habitante de pântanos e predava animais grandes, do tamanho de gazelas ou até mesmo proboscídeos como o Moeritherium.